# 粗根龙胆
粗根龙胆（学名：Gentiana callistantha）是龙胆科龙胆属的植物。分布于中国大陆的青海、甘肃、西藏等地，生长于海拔3,400米至4,900米的地区，多生于草甸、草原、高山草甸或阳坡砾石地，目前尚未由人工引种栽培。